# Alfonso Santagiuliana
Alfonso Santagiuliana (Cornedo Vicentino, 30 dicembre 1921 – Vicenza, 24 dicembre 1994) è stato un calciatore italiano che ha giocato come centrocampista.
Fra i più grandi calciatori vicentini di tutti i tempi, ha giocato al L.R. Vicenza per quasi 15 anni, con un'unica parentesi al Grande Torino, con cui vinse lo scudetto del Campionato 1945-1946. È il terzo biancorosso di tutti i tempi per presenze, con 311 gare di campionato.

## Carriera
Iniziò a giocare a pallone a Valdagno nel Marzotto e mentre militava ancora nella squadra Ragazzi, a 15 anni, fu chiamato in prima squadra per un'amichevole contro la Lazio per marcare Silvio Piola.
Passò al Vicenza nel 1940 e fu l'anima della squadra che conquistò la prima promozione in Serie A. Fu addirittura chiamato per un provino con la nazionale insieme ai due compagni di linea mediana: Luigi Abeni e Osvaldo Fattori.

Stacco di testa di Santagiuliana, partita non identificata, anni '40 ca.

Dopo la salvezza ottenuta con un clamoroso 6-2 a Torino all'ultima giornata contro la Juventus nel 1942-43, Santagiuliana passò al Torino di Valentino Mazzola alla ripresa dei campionati ufficiali nell'autunno 1945.
In maglia granata fa da riserva a Mario Rigamonti e disputa 16 gare con una rete conquistando l'unico trofeo della sua carriera, il campionato del 1945-1946. Tuttavia, al termine della stagione e pur confermato dalla dirigenza, chiede di tornare a Vicenza dove aveva nel frattempo avviato un'attività commerciale. Questo fortuito episodio gli eviterà la morte nella tragedia di Superga del 1949, dove periranno altri due vicentini, Romeo Menti e Virgilio Maroso.
Al Vicenza ottenne la fascia di capitano che manterrà fino all'addio al calcio nel 1953. Dopo l'ottimo quinto posto del 1947, la squadra retrocesse in Serie B nel 1948, dove per alcuni anni rimase fra alti e bassi.
Santagiuliana lasciò il calcio all'inizio della stagione 1953-54, dopo aver vestito per sole due volte la maglia del Vicenza a cui era da poco associata la "R" della Lanerossi. La sua ultima partita fu contro la sua prima squadra, il Marzotto di Valdagno, l'11 ottobre 1953.
Ad Alfonso Santagiuliana è stato intitolato, nel giugno 2010, il campo comunale da calcio di Cornedo Vicentino
(v. sopra locandina celebrativa dell'evento).

## Palmarès
- Campionato italiano: 1

Torino: 1945-1946

## Memorial
Dal 1995 il Vicenza Calcio organizza ogni anno, durante il ritiro prestagionale, un torneo triangolare denominato Memorial Santagiuliana in onore del giocatore di Cornedo. La prima edizione se l'aggiudicò la Sampdoria.